# Torsten Anderström
Sven Torsten Anderström, född 30 augusti 1917 i Viken, Malmöhus län, död 18 juli 2004, var en svensk målare.
Han var son till handlanden Hjalmar Anderström och Tonni Ring. Anderström studerade vid Skånska målarskolan i Malmö 1941–1942 och för Isaac Grünewald i Stockholm 1942. Tillsammans med ett par andra skånekonstnärer ställde han ut första gången i Malmö 1943 och medverkade därefter i ett flertal utställningar. Hans konst består av abstrakta saker och landskap, ofta från trakten av Arild.
Anderström är begravd på Klippans kapellkyrkogård.